# 산타크루즈그나투스
산타크루즈그나투스(Santacruznathus)는 트라이아스기(카르니아절) 브라질의 산타크루조돈 군집 지역(Santacruzodon Assemblage Zone)에서 발견된 키노돈트이다. 현재 산타크루조돈 압달라이(Santacruzgnathus abdalai)라는 단일 종을 포함하고 있다. 산타크루즈그나투스의 화석은 부분적인 하악골이며 하악골에는 4개의 어금니가 있었다.